# 陶納特省
34°32′09″N 4°38′24″W / 34.53583°N 4.64000°W
陶納特省（阿拉伯语：إقليم تاونات），是摩洛哥的省份，位於該國東北部，由非斯-梅克內斯大區負責管轄，首府設於陶納特，面積5,616平方公里，2004年人口668,232，人口密度每平方公里119人。